# Bădicea, Argeș
Bădicea este un sat în comuna Vedea din județul Argeș, Muntenia, România.